# 杜德志
杜德志（1964年9月—），江西吉安人，汉族，中华人民共和国政治人物、第十一届全国政协委员。
加入九三学社，担任九三学社中央常委、青海省委主委、青海大学副校长、农林科学院副院长。2008年，当选第十一届全国政协委员，代表九三学社，分入第十二组。2018年1月，当选第十三届全国政协委员、青海省政协副主席。